# Loidesthal
Loidesthal ist eine Ortschaft und eine Katastralgemeinde der Stadtgemeinde Zistersdorf im Bezirk Gänserndorf in Niederösterreich. Die Ortschaft hat 151 Einwohner (Stand 1. Jänner 2024). Bis Ende 1971 war Loidesthal eine eigenständige Gemeinde.

## Geografie
Das vom Geißleitenbach/Loidesthaler Bach durchflossene Dorf wird von der Landesstraße L15 erschlossen. Auf dem Gebiet der Katastralgemeinde liegt auch der Antonshof.

## Geschichte
Laut Adressbuch von Österreich waren im Jahr 1938 in der Ortsgemeinde Loidesthal ein Bäcker, ein Binder, zwei Fleischer, ein Friseur, drei Gastwirte, zwei Gemischtwarenhändler, ein Glaser, eine Hebamme, ein Schlosser, zwei Schmiede, ein Schneider und drei Schneiderinnen, eine Schrotmühle, vier Schuster, drei Tischler, ein Wagner, zwei Weinsensale, ein Zahntechniker, ein Zimmermeister und einige Landwirte ansässig.
Mit 1. Jänner 1972 wurden im Zuge der Niederösterreichischen Kommunalstrukturverbesserung die bis dahin selbständigen Gemeinden Blumenthal, Gaiselberg, Gösting, Großinzersdorf, Loidesthal, Maustrenk, Windisch Baumgarten und Zistersdorf zu Zistersdorf fusioniert.

## Persönlichkeiten
- Josef Wille (1855–1935), Politiker der (CSP), wurde hier geboren